# Kleinflammenwerfer

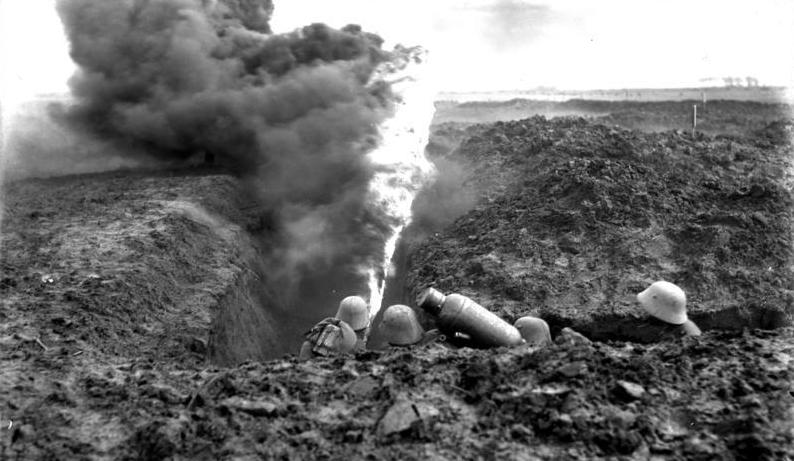

O primeiro lança-chamas portátil alemão foi chamado de Kleinflammenwerfer ('pequeno lança-chamas') ou Kleif. O combustível era armazenado em uma grande mochila cilíndrica vertical. O propelente de alta pressão foi armazenado em outro recipiente menor preso ao tanque de combustível. Uma longa mangueira conectava o tanque de combustível a um tubo de lança com um dispositivo de ignição no bocal. O propelente forçava o combustível através da mangueira e para fora do bocal em alta velocidade quando uma válvula abria. O dispositivo de ignição no bico incendiava o combustível à medida que ele era expelido. O lança-chamas era operado por dois soldados, um carregando os tanques de combustível e propulsor, outro empunhando a lança (embora pesasse 31,8 kg, poderia ser operado por um soldado). Wex, um substituto do Kleif, foi introduzido em 1917 após a terceira batalha de Ypres.
O Kleinflammenwerfer foi criado e desenvolvido por Richard Fiedler, juntamente com o Grossflammenwerfer, que era um lança-chamas maior.

## Configuração
A arma era normalmente usada por equipes de dois ou três soldados, com um operador controlando o lança-chamas e os outros fornecendo fogo de cobertura. O Kleinflammenwerfer tinha um alcance de cerca de 30-35 metros. Era uma arma eficaz para limpar fortificações inimigas, pois podia destruir estruturas de madeira de forma rápida e fácil, além de causar sérios danos aos soldados inimigos.

## Desvantagens
O Kleinflammenwerfer tinha suas limitações e riscos. Seu alcance era relativamente curto em comparação com outras armas de infantaria, tornando o operador vulnerável ao fogo inimigo. Além disso, o operador tinha que ter cuidado com o combustível inflamável que transportava, pois qualquer dano aos tanques de combustível poderia resultar na explosão deles.
Apesar de sua eficácia, o Kleinflammenwerfer era uma arma controversa devido à sua natureza indiscriminada e aos ferimentos horríveis que poderia causar. A arma foi frequentemente utilizada contra populações civis, causando danos e destruição significativos a edifícios e casas. Além disso, o impacto psicológico do lança-chamas foi significativo, pois a visão de chamas disparando em sua direção poderia causar pânico e desmoralização entre as tropas inimigas. Junto com ela, muitas tropas inicialmente criticaram a arma por seus frequentes defeitos devido às condições dentro das trincheiras.

## História

### Desenvolvimento
Fiedler teve a ideia de lança-chamas em 1901 e apresentou alguns modelos de avaliação ao Exército Imperial Alemão em 1905, ao Comitê Prussiano de Engenheiros (Preusisches Ingenieur-Komitee). Em 1909, ele estabeleceu novas mudanças e melhorias, como um projeto de cilindro único, desenvolvendo assim o Kleinflammenwerfer. Em 1912, o dispositivo estava basicamente aperfeiçoado e foi aprovado para uso em 1914. Estava inicialmente estacionado na Fortaleza de Poznan, onde seria usado como ferramenta de defesa. No final de 1914, foi formada a primeira "força especial" de lança-chamas, composta por 48 homens, maioritariamente voluntários e bombeiros. A força foi chamada de "Departamento Flammenwerfer-Reddeman" e foi integrada ao 6º Corpo de Reserva do Exército Alemão.

### Serviço
O Kleinflammenwerfer foi usado pela primeira vez contra as tropas francesas em outubro de 1914. Relatos sobre a eficácia da arma afirmavam que os soldados franceses fugiram do dispositivo para campo aberto, onde foram posteriormente abatidos por metralhadoras alemãs.
O Kleinflammenwerfer foi então implantado em grande escala em 30 de julho de 1915, na Batalha de Ypres. Foi o primeiro ataque de lança-chamas alemão contra as tropas britânicas. Uma segunda onda de esquadrões de lança-chamas foi detida por fogo rápido, mas as tentativas de contra-ataque falharam e a maioria das trincheiras capturadas foram consolidadas pelos alemães.
O Kleinflammenwerfer foi usado até 1917, onde foi substituído pelo Wechselapparat, muito mais leve e portátil.

## Uso tático
O Kleinflammenwerfer foi usado principalmente para combate em ambientes confinados e guerra de trincheiras. Foi particularmente eficaz na limpeza de trincheiras inimigas e posições fortificadas, pois as chamas intensas podiam neutralizar ou desmoralizar rapidamente os soldados inimigos.